# ذنبة الجلادي (يهر)

تعديل مصدري - تعديل

ذنبة الجلادي هي إحدى قرى عزلة يهر بمديرية يهر التابعة لمحافظة لحج، بلغ تعداد سكانها 32 نسمة حسب تعداد اليمن لعام 2004.